# Damian Martin
Pour l’article homonyme, voir Martin.
Damian Martin, né le 5 septembre 1984 à Gloucester, en Australie, est un joueur australien de basket-ball, évoluant au poste de meneur.